# Polystichum potteri
Polystichum potteri är en träjonväxtart som beskrevs av Barrington. Polystichum potteri ingår i släktet Polystichum och familjen Dryopteridaceae. Inga underarter finns listade.